# West Maas en Waal
West Maas en Waal es un municipio de la Provincia de Güeldres de los Países Bajos.

## Galerìa

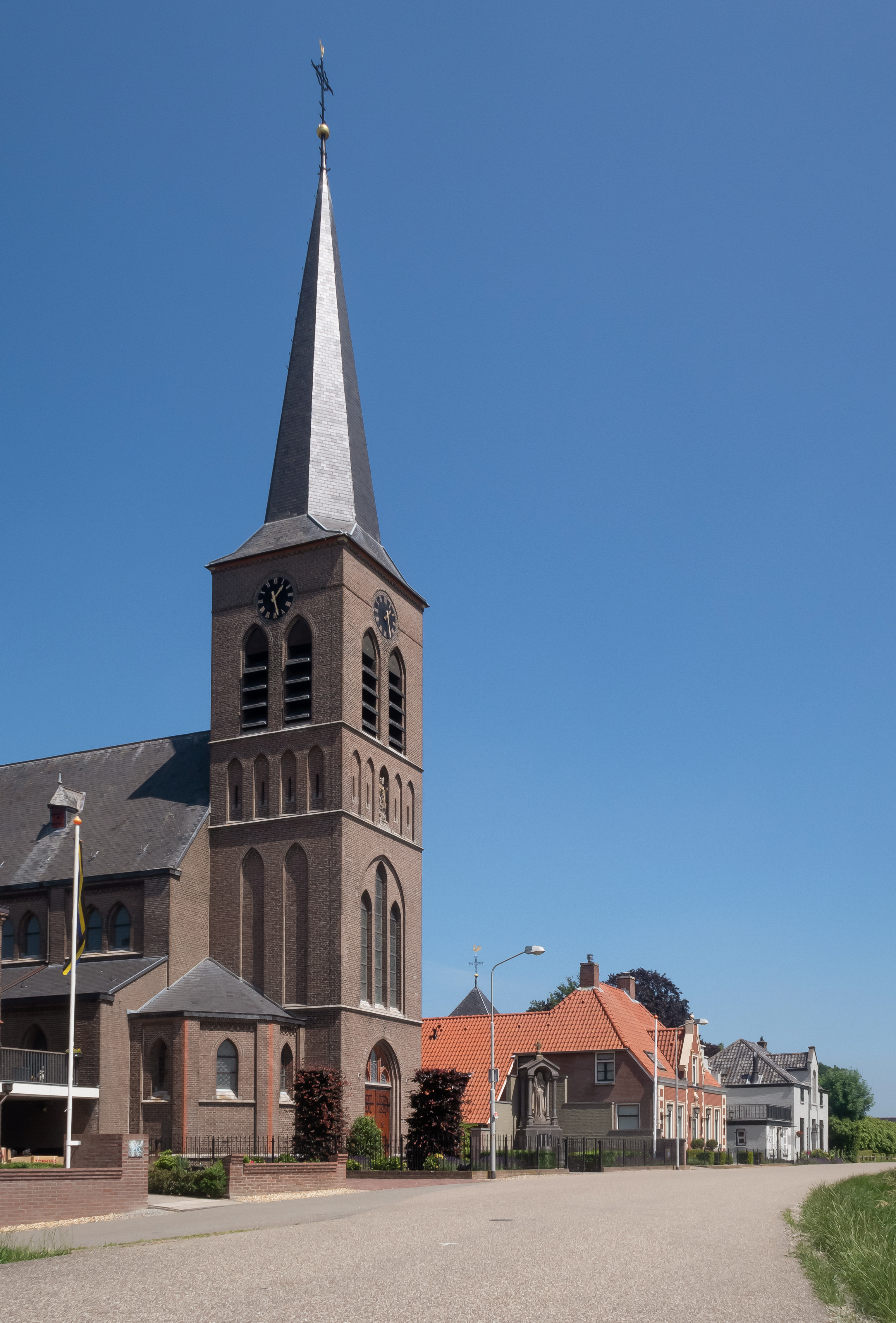
Appeltern, la iglesia: la Sint Servatiuskerk
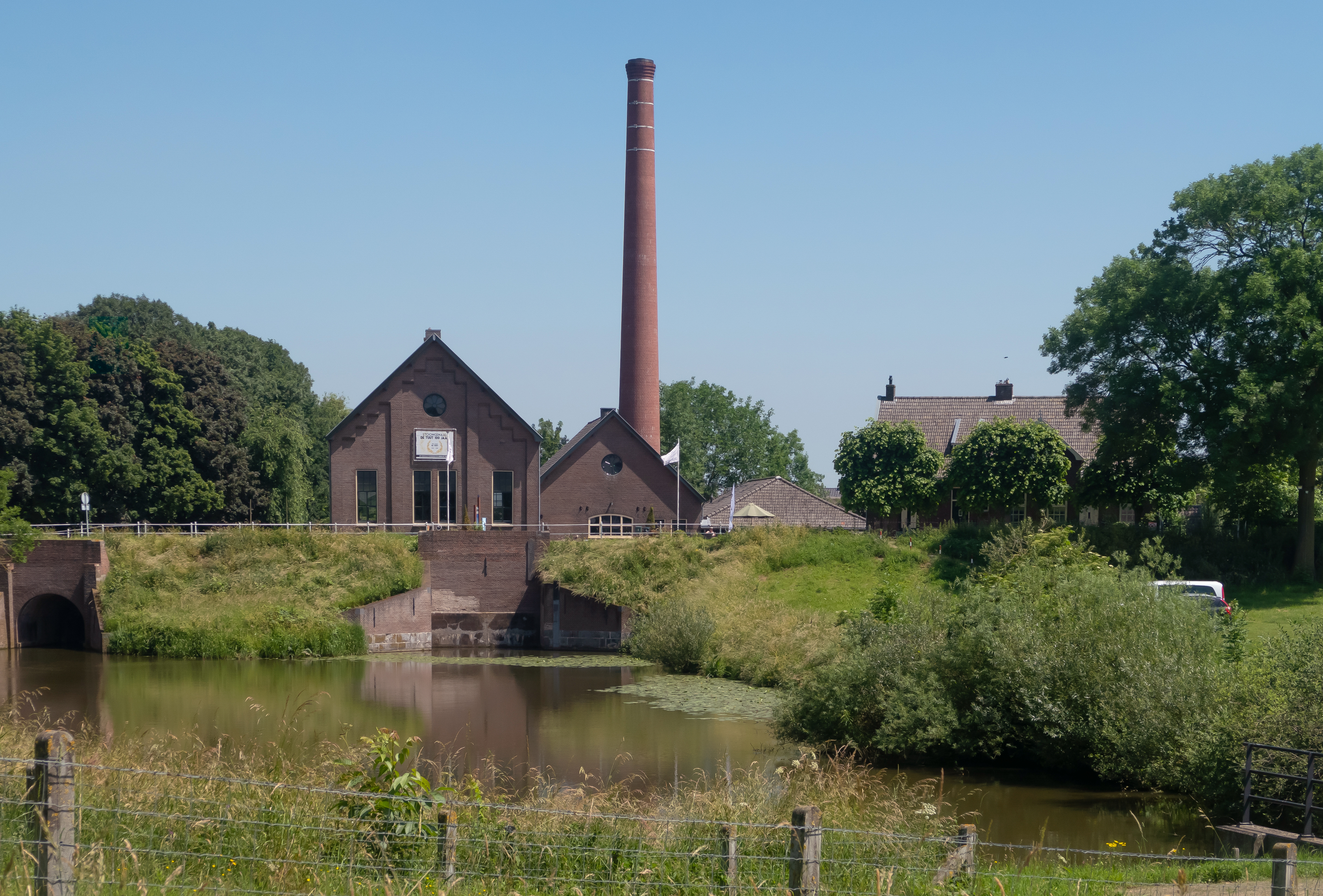
Appeltern, la estación de bombeo: el Tuut
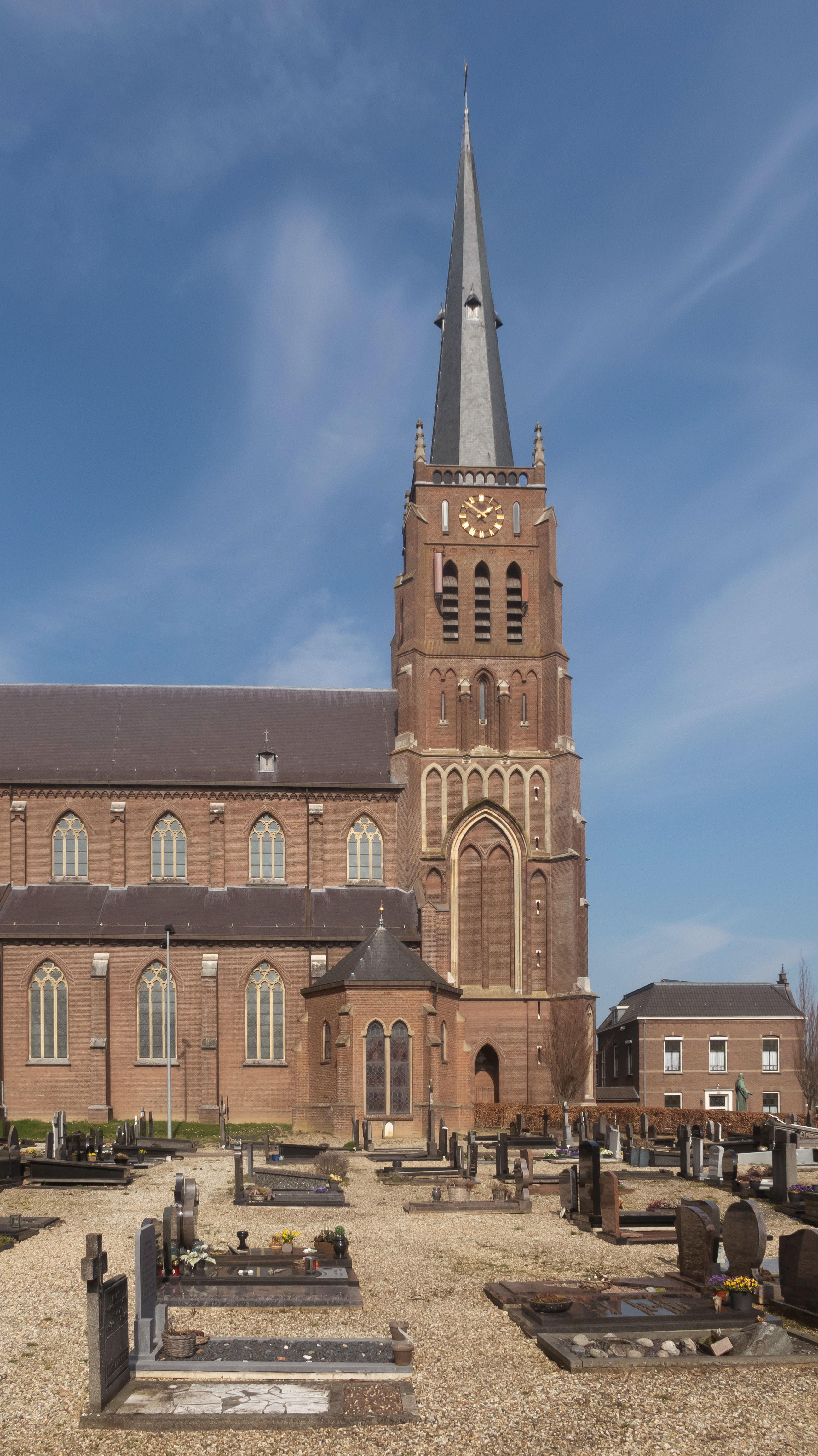
Dreumel, la iglesia: la Sint Barbarakerk
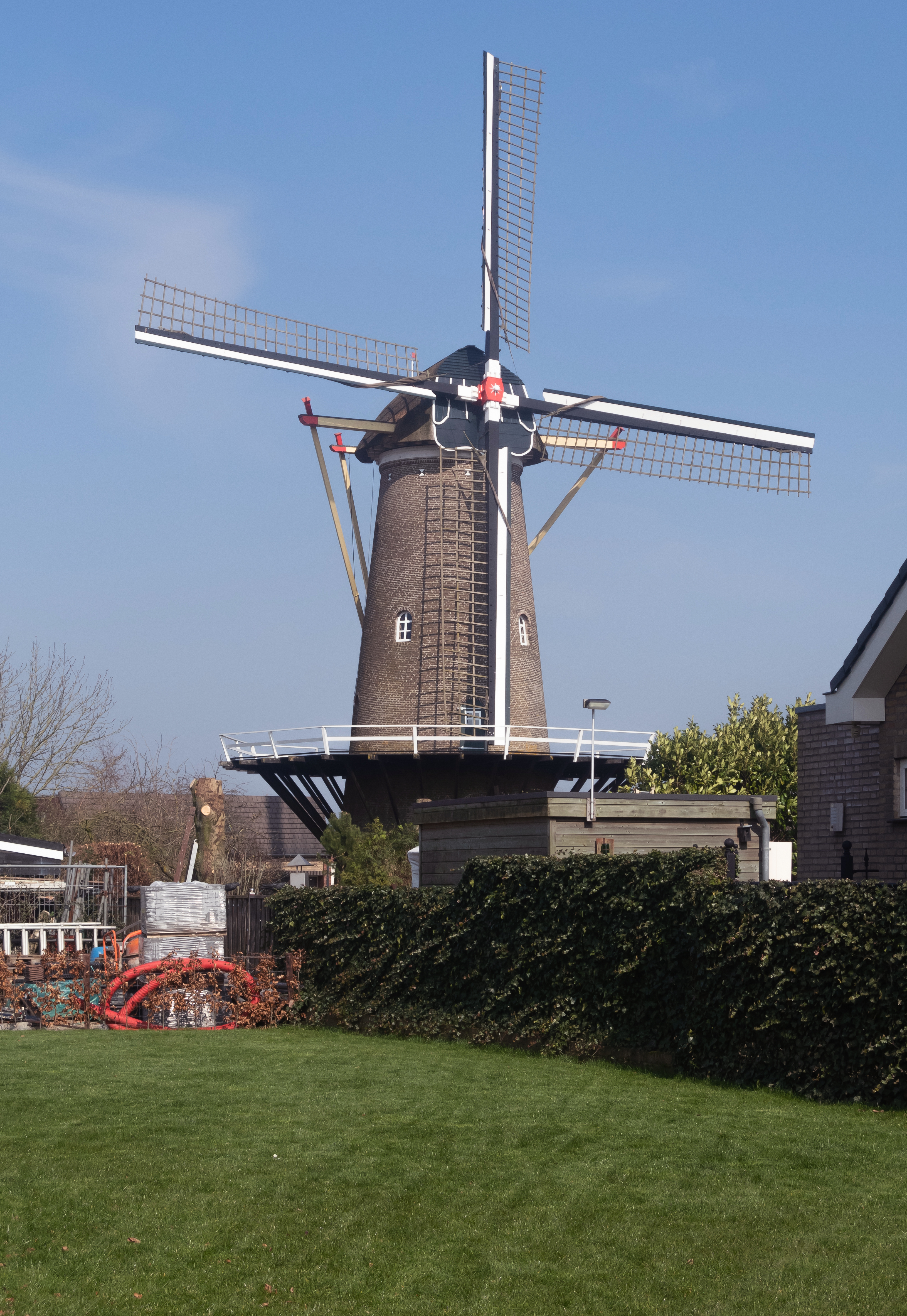
Dreumel, el molino: el korenmolen van Dreumel
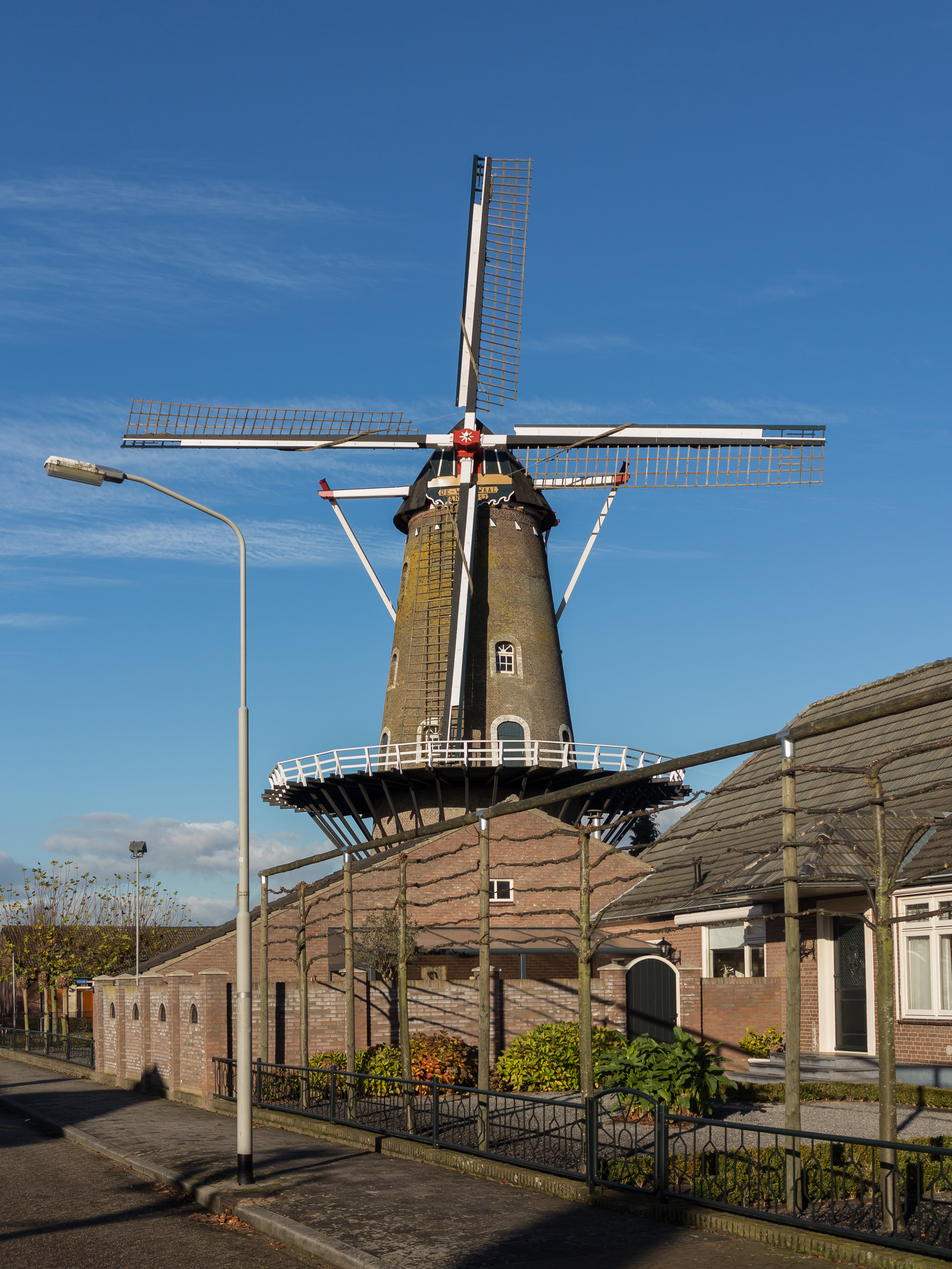
Beneden-Leeuwen, el molino: korenmolen de Wielewaal
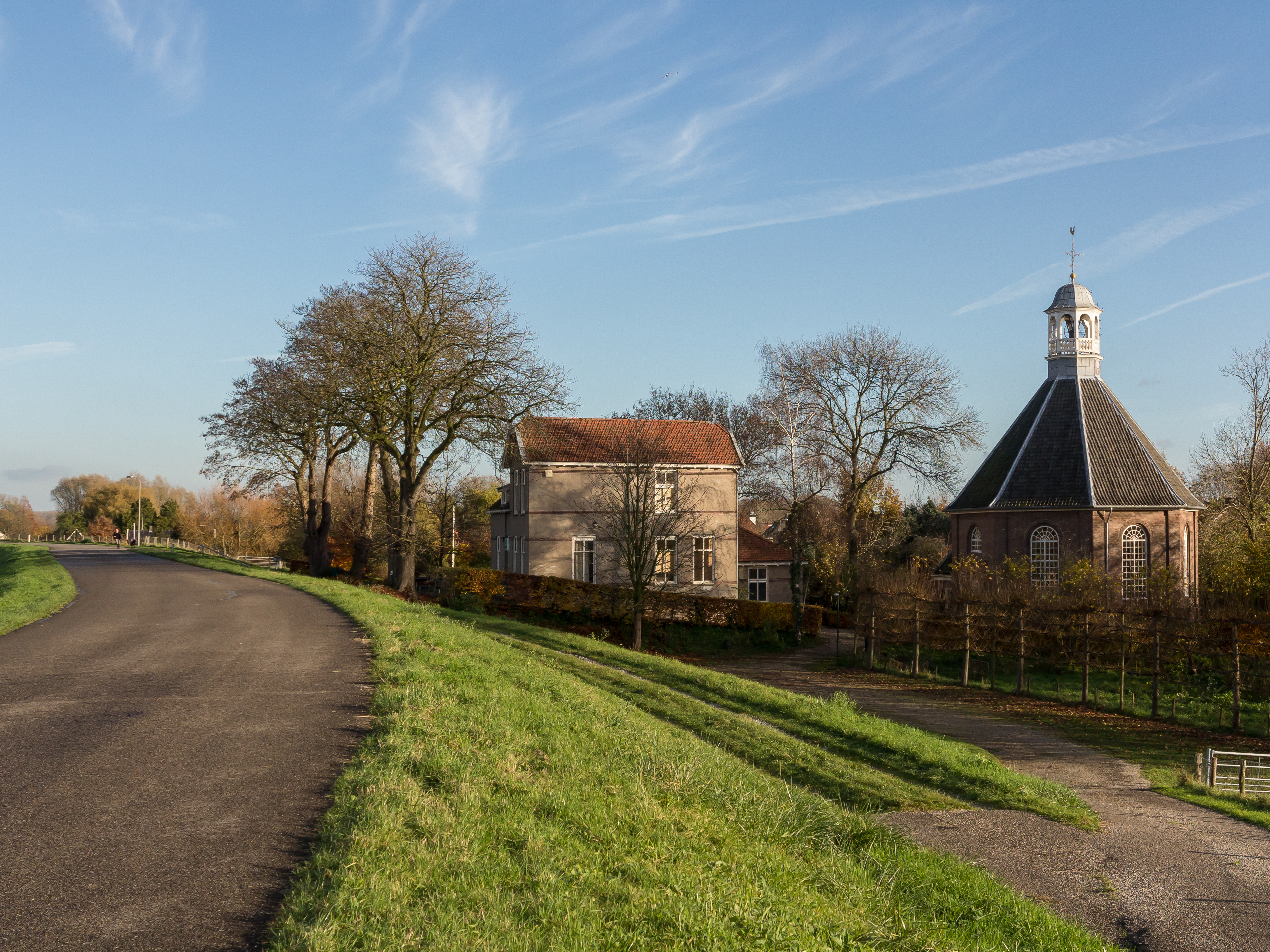
Boven-Leeuwen, la iglesia protestante en la calle
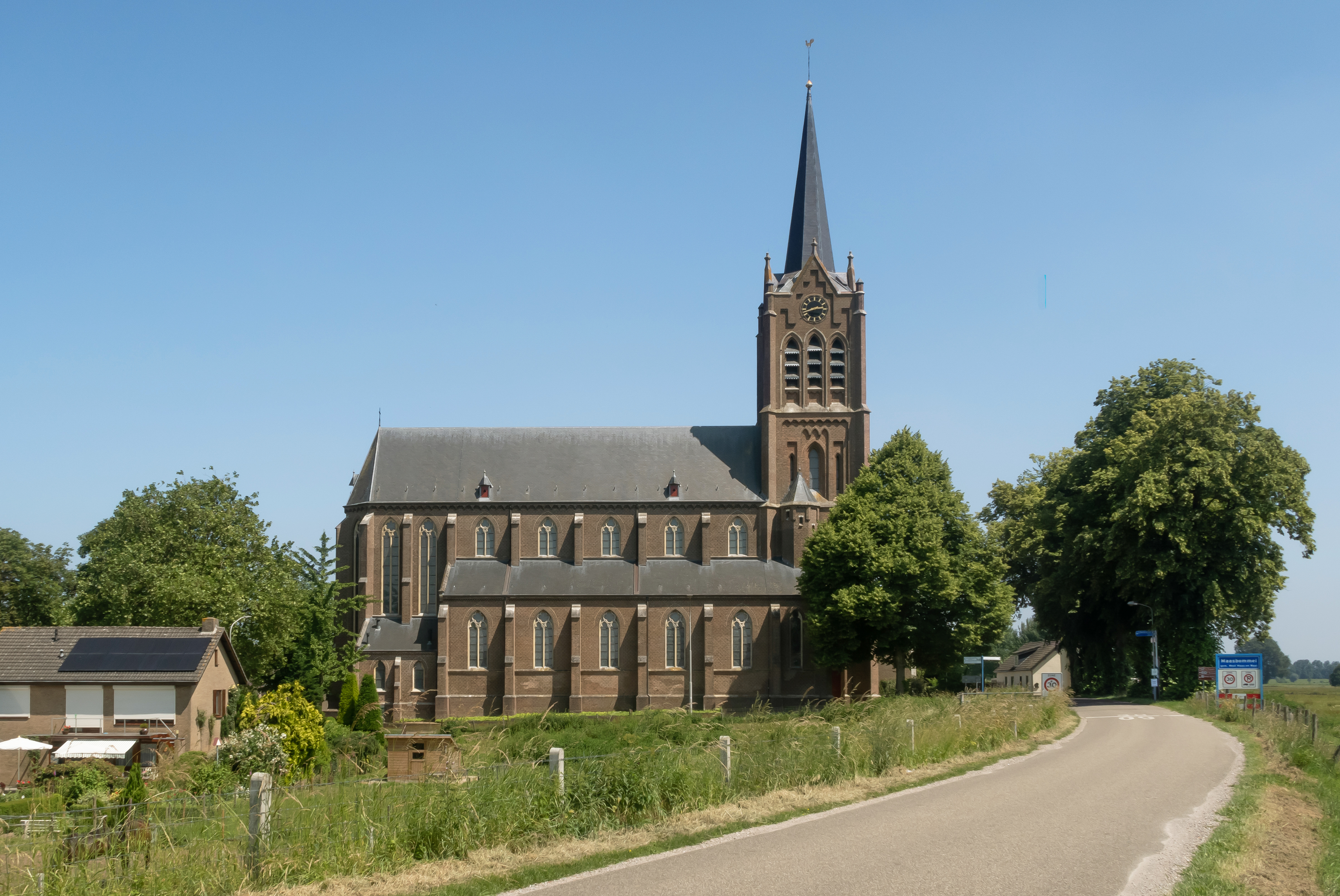
Maasbommel, la iglesia: la Sint-Lambertuskerk
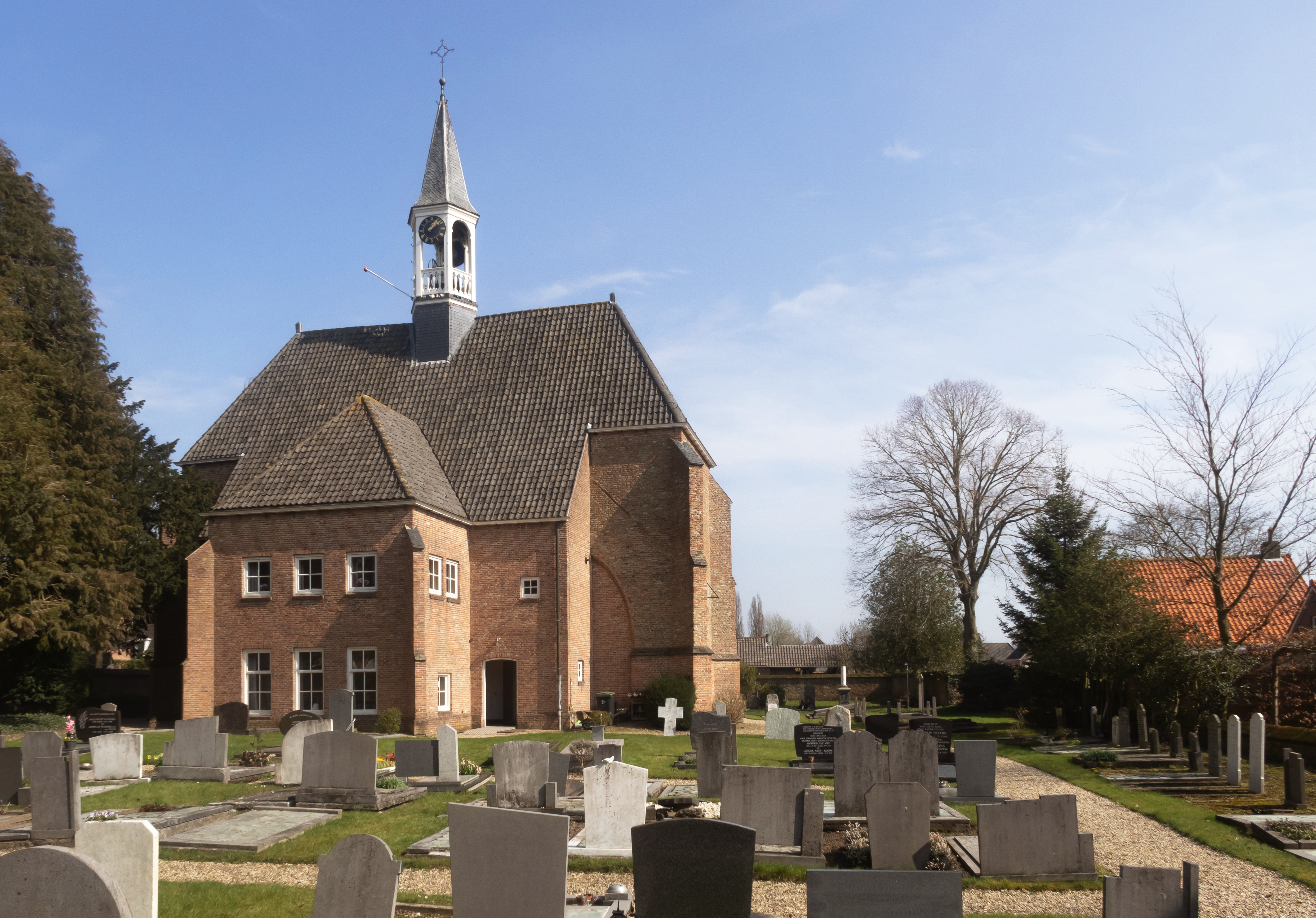
Wamel, la iglesia protestante